# Coleophora ichthyura
Coleophora ichthyura é uma espécie de mariposa do gênero Coleophora pertencente à família Coleophoridae.